# Society for Social Studies of Science
Die Society for Social Studies of Science (4S) ist eine wissenschaftliche Vereinigung zur Erforschung von Wissenschaft und Technik. Sie wurde 1975 gegründet und hatte 2008 mehr als 1.200 internationale Mitglieder. Präsidentin seit 2018 ist Kim Fortun.
Ihr erster Präsident war der amerikanische Soziologe Robert K. Merton. Derzeit ist sie am Department of Sociology der Louisiana State University angesiedelt. 4S gibt vierteljährlich die wissenschaftliche Zeitschrift Science, Technology, & Human Values heraus und veranstaltet eine jährliche Konferenz mit Hunderten von Teilnehmern aus Gebieten wie Science and Technology Studies, Wissenschaftssoziologie, Wissenschaftsforschung, Wissenschaftsgeschichte, Wissenschaftsphilosophie, Wissenschafts-Anthropologie, Wirtschaftswissenschaften, Politikwissenschaften, Psychologie, sowie Wissenschaftspädagogen.

## Auszeichnungen
4S verleiht jährlich den Ludwik-Fleck-Preis für das beste Buch im Bereich Wissenschafts- und Technikforschung; den Rachel-Carson-Preis für eine Arbeit von sozialer oder politischer Relevanz; den John-Desmond-Bernal-Preis für herausragende Beiträge, den David-Edge-Preis für einen herausragenden, Peer-Review durchlaufenen Artikel bzw. Buchkapitel im Bereich der Wissenschafts- und Technologiestudien. Ebenso den Nicholas C. Mullins-Preis für herausragende graduate students, sowie verschiedene Preise, die der Anerkennung von herausragenden Beispielen in der Vermittlung, Beratung und Unterstützung von wissenschaftlichen und technologischen Studien dienen.

## Bekannte Mitglieder
- Bernard Barber (Präsident 1980/81)
- Wiebe Bijker (Präsident 2002/03)
- Michel Callon (Präsident 1998/99)
- Harry Collins (Präsident 1992/93)
- Donna Haraway
- Sheila Jasanoff (Präsidentin 2000/01)
- Karin Knorr-Cetina (Präsidentin 1996/97)
- Bruno Latour (Präsident 2004/05)
- Michael Lynch (Präsident 2008/09)
- Dorothy Nelkin (Präsidentin 1978/79)
- Trevor Pinch (Präsident 2012/13)
- Arie Rip (Präsident 1988/89)
- Sal Restivo (Präsident 1994/95)
- Steven Shapin
- Susan Leigh Star (Präsidentin 2006/07)
- Judy Wajcman (Präsidentin 2010/11)
- Steve Woolgar